# Chryzostom (Panagopulos)
Chryzostom, imię świeckie Marios Panagopulos (ur. 1972 w Atenach) – duchowny Greckiego Kościoła Prawosławnego, od 2019 biskup pomocniczy arcybiskupstwa Aten ze stolicą tytularną Ewripos.

## Życiorys
W 1995 został przyjęty do stanu mniszego i został wyświęcony na hierodiakona. Święcenia kapłańskie przyjął w 1998. Chirotonię biskupią otrzymał 24 marca 2019.